# Van Wyksvlei
Van Wyksvlei este un oraș din provincia Noord-Kaap, Africa de Sud.